# Al-ʿIsāmī
ʿAbd al-Malik ibn al-Husain al-ʿIsāmī  (arabisch عبد الملك بن الحسين العصامي, DMG ʿAbd al-Malik ibn al-Ḥusain al-ʿIṣāmī geb. 1639 in Mekka, gest. 17. November 1699 ebenda) war ein muslimischer Geschichtsschreiber, Gelehrter und Dichter schafiitischer Lehrrichtung, der eine arabische Weltchronik verfasste, die die Stadt Mekka in den Mittelpunkt stellt.

## Leben
Al-ʿIsāmī kam aus einer bekannten mekkanischen Qādī- und Gelehrtenfamilie und war der Enkel des schafiitischen Gelehrten ʿIsām ad-Dīn ibn ʿAbd al-Malik Dschamāl ad-Dīn (1570/71–1627/28). Er lehrte lange Zeit als Professor in der Heiligen Moschee in Mekka und stand mit dem scherifischen Emir von Mekka Zaid ibn Muhsin (reg. 1631–1667) in Verbindung, dem er auch seine Weltchronik widmete. Im Jahre 1076 der Hidschra (= 1665/66 n. Chr.) besuchte er mit ihm Medina. Für den Scherifen Saʿd ibn Zaid (reg. 1667–1672) verfasste al-ʿIsāmī eine Qasīda, in der er den Herrscher lobte. Zu seinen Schülern gehörte der Scherif Barakāt ibn Muhammad (reg. 1672–1682). Zu dessen Lob verfasste er ebenfalls eine eigene Qasīda.
Al-ʿIsāmī starb am Vormittag des 24. Dschumādā l-auwal 1111 (= 17. November 1699) in Mekka.

## Werke

### Die Weltchronik
Simṭ an-nuǧūm al-ʿawālī fī anbāʾ al-awāʾil wa-t-tawālī („Die Kette der hochstehenden Sterne über die Nachrichten der ersten und nachfolgenden Generationen“) ist eine Weltchronik, die die Geschichte der Stadt Mekka und all derjenigen Großmächte behandelt, zu denen Mekka in seiner Geschichte in einer politischen Beziehung stand. Al-ʿIsāmī begann die Abfassung des Werks 1682 und setzte die Arbeit daran bis 1688 fort.
Das Werk ist in eine Vorrede (muqaddima), vier Teile und überlangen Schlussteil (ḫātima) gegliedert:
- Die Vorrede behandelt die Bedeutung der Geschichtsschreibung und die Motive, die ihn zur Abfassung seines Buches trieben, den Auftrag zur Abfassung des Werks von Zaid ibn Muhsin, sowie die 148 Quellentexte, aus denen er sein Werk zusammengestellt hat.
- Teil 1 behandelt den Stammbaum des Propheten, Qisas al-anbiyā', die Geschichte der Dschāhilīya und die Verhältnisse Mekkas vor dem Islam.
- Teil 2 umfasst sieben Kapitel und umfasst die Vita des Propheten.
- Teil 3 behandelt die Zeit der Rechtgeleiteten Kalifen.
- Teil 4 gliedert sich in sieben Kapitel und behandelt darin (1) den Umaiyaden-Staat, (2) den Abbasiden-Staat, (3) den Fatimiden-Staat, (4) den Aiyubiden-Staat, (5) den Staat der turkstämmigen Mamluken, (6) den Staat der tscherkessischen Mamluken, (7) den Osmanischen Staat.
- Der Schlussteil gliedert sich in drei Kapitel. Behandelt werden darin (1) die Tālibiden, also die Nachkommen Abū Tālib ibn ʿAbd al-Muttalib, mit ihren Stammbäumen und prominenten Persönlichkeiten, (2) diejenigen Tālibiden, die die Herrschaft für sich in Anspruch genommen haben, und (3) die tālibidischen Herrscher von Mekka, d. h. die Scherifen von Mekka, mit den drei Dynastien der Sulaimāniden, Hāschimiden und Qatādiden. Der letzte Herrscher, der erwähnt wird, ist der Scherif Ahmad ibn Ghālib (1688–1690). Dieser Schlussteil der Chronik ist als lokalgeschichtliche Quelle von besonders hohem Wert, da er viele Informationen zu den Scherifen und ihren Beziehungen zum Osmanischen Staat sowie zur Bau-, Sozial- und Alltagsgeschichte von Mekka enthält. An vielen Stellen berichtet der Autor von Sachverhalten, die er selbst erlebt hat oder die ihm mündlich zugetragen wurden.[7]

Handschriften des Werks werden in Berlin, Wien, Paris, London und Patna aufbewahrt. Eine erste Druckausgabe erschien 1960 in al-Maṭbaʿa as-Salafīya in Kairo in vier Bänden. Eine von ʿĀdil Aḥmad ʿAbd al-Mauǧūd und ʿAlī Muḥammad Muʿauwaḍ edierte vierbändige Druckausgabe erschien 1998 bei Dār al-Kutub al-ʿIlmīya in Beirut.

### Andere Werke
- Qaid al-awābid min al-fawāʾid wa-al-ʿawāʾid wa-al-zawāʾid mimmā yataʿallaqu bi-l-Qurʾān al-maǧīd. Sammlung von aus dem Koran gezogenen Lehren. Eine von Aḥmad ibn Fāris al-Sallūm edierte Druckausgabe ist 2018 bei Dār Ibn Ḥazm in Beirut erschienen.
- al-Ġurar al-bahīya šuraiḥ al-Ḫazraǧīya Werk zur arabischen Metrik.
- Gedicht über die Orte in Mekka und Umgebung, an denen das Bittgebet erhört werden soll.[10]